# 烏爾奇區

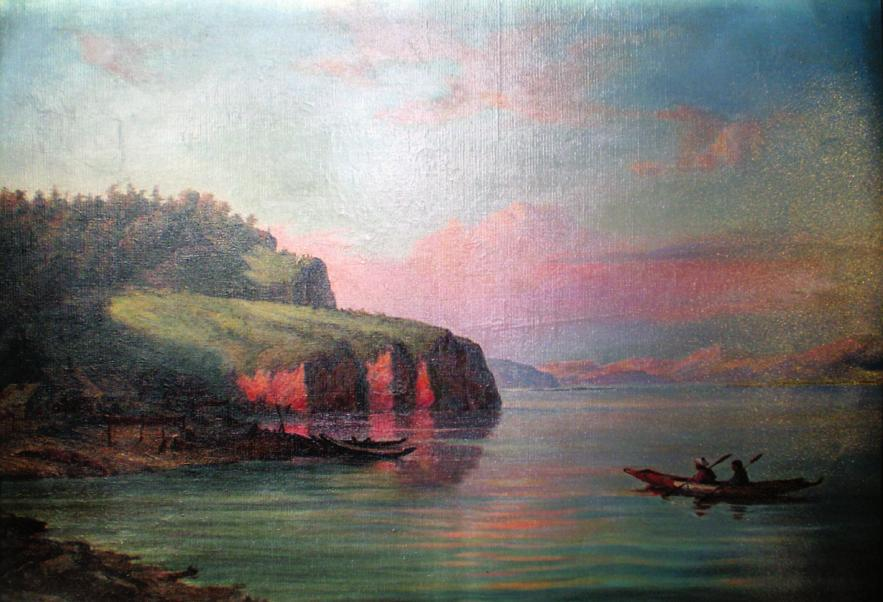

52°22′19″N 140°26′13″E / 52.37194°N 140.43694°E
烏爾奇區（俄语：У́льчский райо́н）是俄羅斯的一個區，位於該國東部，由哈巴羅夫斯克邊疆區負責管轄，面積39,128平方（15,107平方英里），2010年人口18,729，人口密度0.48每平方（1.2每平方英里）。